# Ангишола, Софонисба
Софони́сба Ангишо́ла (варианты русской транскрипции: Ангвишола, Ангвиссола, Ангиссола, Ангуиссола, Ангисциола; итал. Sofonisba Anguissola [anɡwisˈsɔla], Angussola, Anguisciola; ок. 1532, Кремона — 16 ноября 1625, Палермо) — итальянская художница эпохи Ренессанса, пионер живописи среди женщин.

## Биография
Софонисба Ангишола родилась в Кремоне (Ломбардия), и была названа в честь древней карфагенской героини Софонисбы. Представительница старинной аристократической семьи, небогатой ветви Ангиссола-Понцони. В отличие от большинства других художниц своей эпохи она не принадлежала к семье профессиональных-живописцев.
Отец семейства Амилькаро ди Лаццаро Ангишола (ок. 1494—1573) принадлежал к избранному аристократическому кругу Генуи. Мать, Бьянка Понцони (ок. 1500—1558), тоже была родом из известной аристократической семьи.
В семье было семеро детей, из них шесть — девочки. Её брат Асдрубале (1551—1623) изучал музыку и латынь, но не живопись. Её отец дал художественное образование своим дочерям как часть гуманистического образования, также оно включало уроки музыки, танцев, литературы. Сёстры Елена (1533—1584), Лючия (1538—1565), Европа (1536 / ок. 1548—50 — 1578) и Анна-Мария (1555—1611) также стали художницами. Лючия в мастерстве не уступала Софонисбе, но скончалась молодой. Елена бросила живопись, чтобы стать монахиней, Анна-Мария и Европа отказались от искусства, выйдя замуж, Минерва (1539—1566) предпочитала сочинительство, но не прославилась.
Живопись Софонисбе преподавал сначала с 1546 до 1549 лет художник Бернардино Кампи, а затем (возможно с 1549 до 1551) Бернардино Гатти. Софонисба работала в манере настолько близкой к стилю кузена первого из них, кремонца Джулио Кампи, что некоторые его картины до 1960-х приписывались Ангишоле (в частности, «Игра в шахматы»); Вазари ошибочно называет его её учителем. Наиболее известной картиной раннего периода творчества Софонисбы является «Портрет сестёр художницы, играющих в шахматы», созданный в 1555 году. В этом периоде её творчества просматриваются венецианские и ломбардские влияния.

В 1554 году в возрасте 22 лет отправилась в Рим, где познакомилась с Микеланджело, который стал давать ей советы и вступил в покровительственную переписку. В 1562 году Микеланджело написал герцогу Козимо I Медичи, приложив один из набросков Софонисбы — рисунок под названием «Мальчик, укушенный раком», отозвавшись о нём с большой похвалой. 

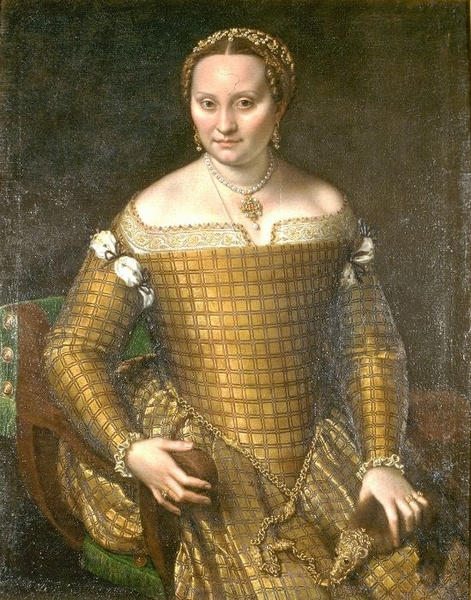
Портрет матери Бьянки Понцони, 1557, Картинная галерея, Берлин

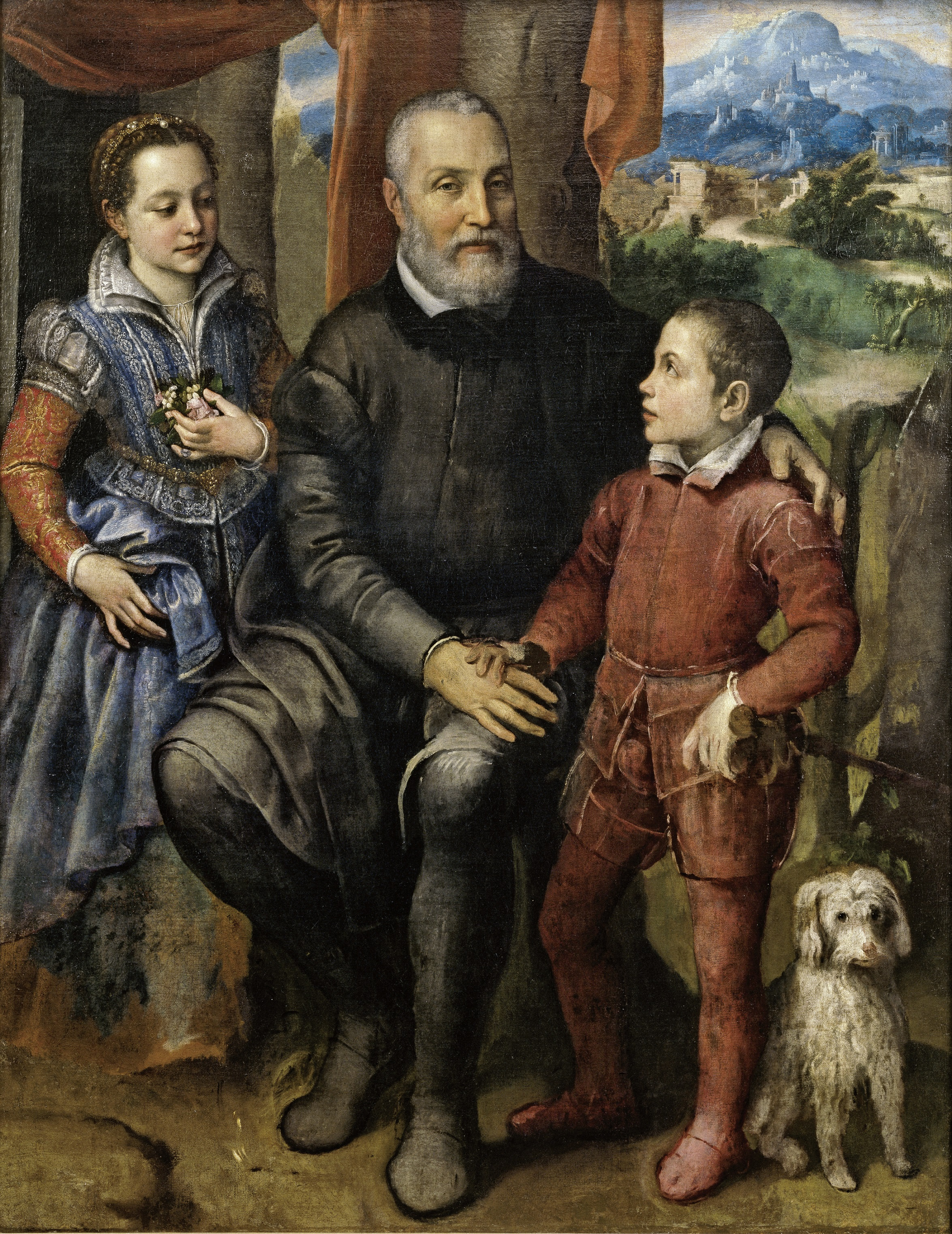
Портрет отца художницы Амилькаре и её брата и сестры Минервы и Аструбале. 1558—1559 гг.

Она проявила себя выдающейся рисовальщицей, прежде всего портретисткой, постоянно практикуясь на своих автопортретах и изображениях членов семьи. Её тщательная подготовка проявляется в многочисленных автопортретах, которые отражают женские идеалы того времени: осмотрительность, скромность и благоразумие. Никто из женщин той эпохи не портретировал себя так часто; более того, она создала больше автопортретов, чем любой другой художник-мужчина в период между Дюрером и Рембрандтом. Их сохранилось около 16. Это были небольшие изображения, которые пропагандировали её имидж и достоинства. Благодаря усилиям её отца эти автопортреты стали «рекомендательными письмами» и популярными предметами коллекционирования, которые создали раннюю известность Софонисбе. Результатом стало создание легенды, которой стремились подражать другие женщины, в первую очередь Лавиния Фонтана, которая в своем автопортрете 1577 года повторно использовала иконографию её автопортрета, чтобы подчеркнуть тот же статус образованной женщины и художницы.
Её навыки и характер в сочетании с рекламными способностями её отца привели к тому, что она стала знаменитой женщиной, известной своими добродетелями, для следующих поколений расширив возможности женщин в художественной среде.

### При испанском дворе
Софонисба сосредоточилась на портретной живописи и достигла уровня известности, который, благодаря её аристократическому происхождению и репутации добродетельной женщины, способствовал её приглашению к испанскому двору.
Будучи уже хорошо известной на родине, Ангишола побывала в 1558 году в Милане, где написала портрет герцога Альбы, который порекомендовал её испанскому королю Филиппу II. В следующем году Софонисба была приглашена к испанскому двору.
Софонисбе было 27 лет, когда она покинула свою семью и приехала в Испанию ко двору короля. Зимой 1559—1560 годов она прибыла в Мадрид, чтобы служить придворной художницей, учительницей рисования и придворной дамой 14-летней королевы Елизаветы Валуа, третьей жены короля Филиппа II. Вскоре она завоевала уважение и доверие молодой королевы. Это высокое придворное положение выделяло её.
Ангишола провела последующие годы, в основном создавая официальные придворные портреты членов королевской семьи, в частности сестры Филиппа II Хуаны и сына — дона Карлоса, инфант Изабеллы Клары Евгении и Каталины Микаэлы.
Ни один из портретов, созданных ею в Испании, не подписан. На протяжении следующих веков их стали приписывать кисти её современников-мужчин — испанских живописцев, в том числе Алонсо Санчес Коэльо. Её живопись этого периода показывает, как она адаптировала свое искусство к условностям жанра испанского придворного портрета, одним из основоположников которого был Санчес Коэльо. Она следовала этим критериям, но смягчала их с учётом собственных вкусов и художественного образования, для неё характерны интерес к тщательному прописыванию деталей, психологичность, смягчающая дистанцию и сдержанность, характерные для испанских Габсбургов, мягкий свет, смягчающий очертания фигур.
После смерти королевы Елизаветы в 1568 году, прожившей в браке 9 лет, художница некоторое время оставалась при дворе, уже при четвёртой жене короля Анне Австрийской. После этого Филипп II назначил ей пенсию в 1000 дукатов и помог с замужеством, дав приданое в 12 тысяч скудо. 5 июня 1573 года Ангишола вышла в Мадриде по доверенности замуж за сицилийского дворянина, выбранного для неё испанским двором — Фабрицио Монкада Пиньятелли, сына принца Патерно.

### Возвращение в Италию
Супруги покинули Испанию с разрешения короля и, как полагают, жили в сицилийском Патерно с 1573 по 1579 год, хотя некоторые недавние исследования предполагают, что пара осталась в Испании. Муж Ангишолы погиб 27 апреля 1578 года.
Два года спустя по пути домой из Патерно в Кремону вдовая Софонисба познакомилась с Орацио Ломеллино — капитаном судна, на котором она плыла. Они вскоре поженились в Пизе. Софонисбе было в ту пору 47 лет, а муж был значительно моложе неё. Супруг всячески поддерживал Софонисбу в её творчестве, что явилось основой для их продолжительного и счастливого брака. Они обосновались в Генуе, где в большом доме жила семья её мужа. Софонисбе создали прекрасные условия для творчества, предоставив ей отдельные апартаменты и собственную мастерскую.
Есть вероятность, что в 1585 году художница была в Савоне, следуя за генуэзским посольствам, чтобы отдать дань уважения инфанте Катерине Микаэле по пути в Турин после её свадьбы с герцогом Савойским. Существует версия, что после этого она недолго пребывала при савойском дворе в Турине, однако документальных подтверждений этому нет.
Супруги жили в Генуе до 1620 года, после чего переехали в Палермо. Её личное состояние поддерживало её семью и брата Асдрубале после финансового упадка и смерти отца.
У неё не было детей, но она поддерживала теплые отношения со своими племянницами и пасынком Джулио.

### Последние годы
В последние годы жизни Ангишола писала не только портреты, но и полотна на религиозные темы, как и в дни своей юности. Это работы небольшого формата, предназначенные для частных религиозных пространств, и их композиции всегда вдохновлены работами других художников.
Удачная торговля мужа и щедрая пенсия от Филиппа II позволили ей свободно заниматься живописью и комфортно жить. Она была ведущим портретистом в Генуе, пока не переехала в Палермо в последние годы жизни.
Из-за старческого ухудшения зрения Ангишола перестала писать картины.
Свой последний автопортрет она создала, уже почти потеряв зрение, в 1620 году, в возрасте 88 лет.
Незадолго до смерти, 12 июля 1624 года, её посетил Антонис ван Дейк, написавший её портреты. Он, как говорят, утверждал, что их разговор научил его больше об «истинных принципах» живописи, чем что-либо ещё в его жизни.
Джорджо Вазари в первое издание своих «Жизнеописаний» включил историю только одной женщины — Проперции де Росси, во второе же издание он включил ещё женщин — Плаутилла Нелли, Лукреция Квистелли и Софонисба Ангиссола.

## Значение
В поздний период жизни многие художники приезжали к ней с визитом учиться и делиться мнениями о направлениях в развитии искусства. Она создала свой собственный стиль, которому многие художники стремились подражать. Её успех открыл путь в художники другим женщинам эпохи Ренессанса, таким как Лавиния Фонтана, Барбара Лонги, Феде Галиция и Артемизия Джентилески.
Лавиния Фонтана написала в письме 1579 года, что она и художница Ирена ди Спилимберго «нацелили [свое] сердце на обучение рисованию» после того, как увидели один из портретов Ангвиссолы.

## Возвращение наследия
Как это было со многими другими «старыми мастерицами», авторство многих неподписанных картин Софонисбы Ангишолы было утрачено и приписывалось другим художникам — мужчинам, в первую очередь её коллегам по испанскому двору Алонсо Санчесу Коэльо и проч. Планомерное возвращение её наследия начала в XX веке искусствовед Мария Куше.
Ещё в 1970-м году её характеризовали достаточно уничижительно: «ее стиль, буквалистический и неуклюжий, кажется, основан на образцах Брешии. Случайное очарование её портретов проистекает из темы и не является результатом какого-либо качества исполнения. Её лучшим натурщиком была она сама».
Другая проблема состоит в том, что трудно различить раннее творчество Софонисбы от работ её сестер, в частности, по версии Флавио Каролли, на самом деле её кисти принадлежат только 5 автопортретов, остальные же — их работа.